# Oskar-Graemer-Straße 3 (Mönchengladbach)

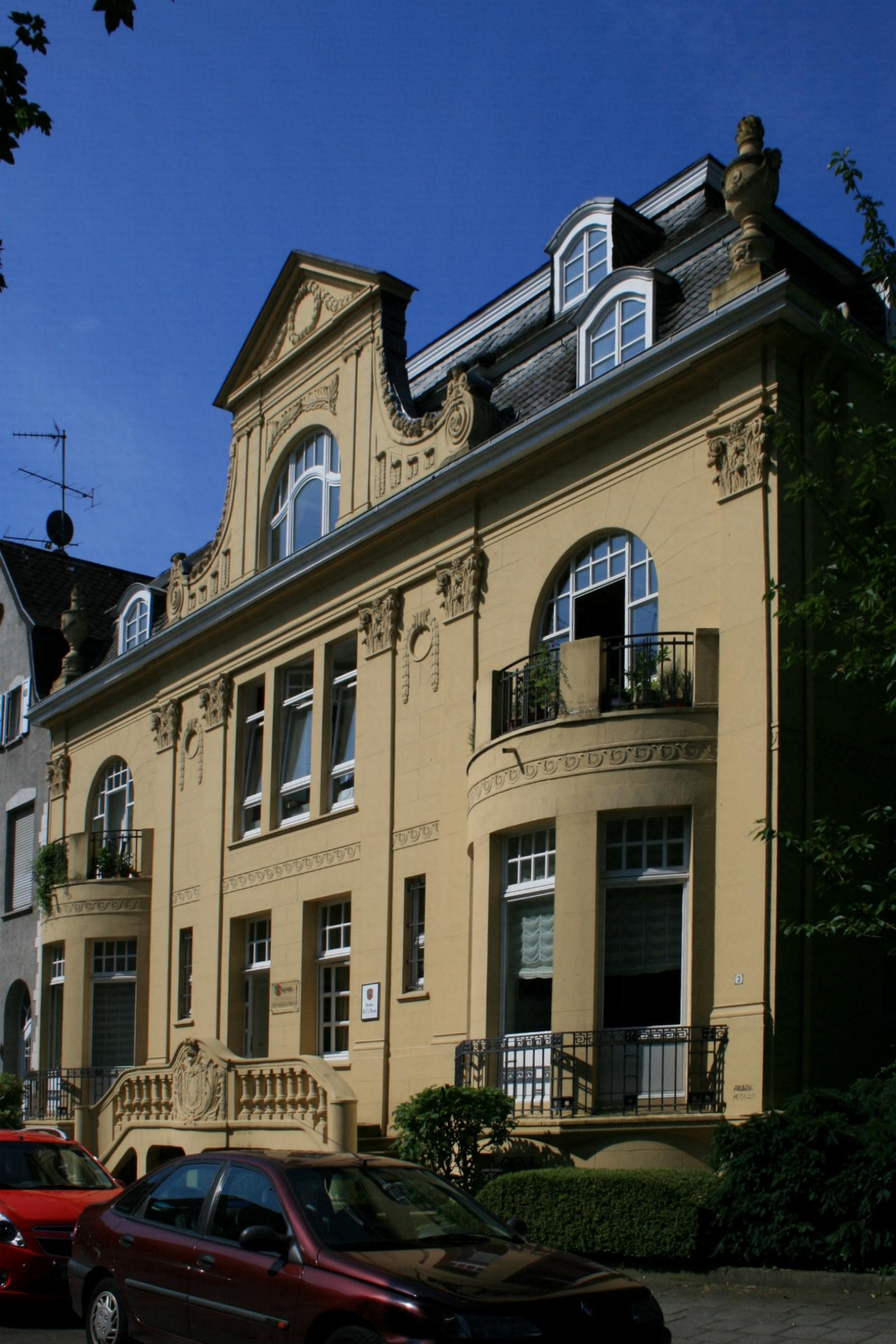
Wohngeschäftshaus (2010)

Das Wohngeschäftshaus Oskar-Graemer-Straße 3 steht im Stadtteil Rheydt in Mönchengladbach (Nordrhein-Westfalen).
Das Gebäude wurde im 20. Jahrhundert erbaut. Es wurde unter Nr. O 002 am 4. Dezember 1984 in die Denkmalliste der Stadt Mönchengladbach eingetragen.

## Architektur
Die zweigeschossige Stadtvilla in barockisierenden Formen wurde zu Anfang des 20. Jahrhunderts erbaut. Die Fassade ist überwiegend vertikal gegliedert. Insgesamt ist die Architektur sehr qualitätvoll gestaltet. Zwei Hauptgeschosse, ein zu Wohnzwecken ausgebautes Souterrain, sowie zwei Mansardgeschosse ergeben eine Fünfgeschossigkeit. Im Straßenbild wirkt das Haus jedoch lediglich zweieinhalbgeschossig.